# Lea Thompson
Lea Katherine Thompson, född 31 maj 1961 i Rochester i Minnesota, är en amerikansk skådespelare, regissör och TV-producent. Hon är mest känd för sina framträdanden i filmen Tillbaka till framtiden och TV-serien Singel i stan ("Caroline in the City").

## Uppväxt
Lea Thompson var yngst av fem barn. Hennes föräldrar (Barbara och Cliff Thompson) skildes när hon var 6 år. 
Som liten tyckte Thompson om att dansa balett och hon tränade 3 till 4 timmar varje dag. Hennes första roll var som musen i Nötknäpparen. När Thompson hade fyllt 14 år hade hon redan hunnit med mer än 45 roller i Minnesota Dance Theatre, The Pennsylvania Ballet Company och The Ballet Repertory. Hon fick stipendium för att kunna läsa vidare på The American Ballet Theatre och The San Francisco Ballet, men när Thompson var 19 år bestämde hon sig för att bli skådespelare istället.

## Karriär
Det var inte lätt att få roller så Thompson började som servitris men gjorde reklamfilmer för Burger King och Twix. Leas första roll var 1983 i filmen Hajen 3-D, där hon fick rollen som Kelly Ann Bukowski. Sedan har hon fått spela i flera filmer och TV-serier. I filmen Tillbaka till framtiden (1985) fick hon sitt genombrott och blev en erkänd skådespelare.
Hon träffade sin blivande make, Howard Deutch, 1987 när han regisserade filmen Some Kind of Wonderful där hon hade rollen som Amanda Jones. De gifte sig 1989 och har två döttrar vid namn Madeline och Zoey.

## Filmografi
- 1983 - Hajen 3-D
- 1983 - All the Right Moves
- 1984 - Röd gryning
- 1984 - The Wild Life
- 1985 - Tillbaka till framtiden
- 1986 - SpaceCamp
- 1986 - Ingen plockar Howard
- 1987 - Some Kind of Wonderful
- 1988 - Casual Sex?
- 1988 - Yellow Pages
- 1988 - The Wizard of Loneliness
- 1989 - Nightbreaker (TV-film)
- 1989 - Tales from the Crypt - gästroll i avsnittet Only Sin Deep
- 1989 - Tillbaka till framtiden II
- 1990 - Montana (TV-film)
- 1990 - Tillbaka till framtiden III
- 1992 - Article 99
- 1993 - Stolen Babies (TV-film)
- 1993 - Dennis
- 1993 - The Beverly Hillbillies
- 1994 - The Substitute Wife (TV-film)
- 1994 - The Little Rascals
- 1995-1999 - Singel i stan (TV-serie)
- 1995 - The Unspoken Truth (TV-film)
- 1995 - Vänner - gästroll i avsnittet The One with the Baby on the Bus
- 1996 - The Right to Remain Silent (TV-film)
- 1998 - The Unknown Cyclist
- 1998  - Fyra kvinnor (miniserie)
- 2003 - Electric
- 2002 - Fish Don't Blink
- 2002-2003 - For the People  (TV-serie)
- 2003 - Haunted Lighthouse
- 2003 - Stealing Christmas  (TV-film)
- 2004 - Ed - gästroll i avsnittet Back in the Saddle
- 2004 - Ed - gästroll i avsnittet Hidden Agendas
- 2004 - Ed - gästroll i avsnittet Pressure Points
- 2004 - Law & Order: Special Victims Unit - gästroll i avsnittet Birthright
- 2005 - Jane Doe: Vanishing Act (TV-film)
- 2005 - Jane Doe: Now You See It, Now You Don't (TV-film)
- 2005 - Jane Doe: Til Death Do Us Part (TV-film)
- 2005 - Come Away Home
- 2005 - Jane Doe: The Wrong Face (TV-film)
- 2006 - Jane Doe: The Brigadoon Effect (TV-film)
- 2006 - Jane Doe: Yes, I Remember It Well (TV-film)
- 2006 - 10 Tricks
- 2006 - Jane Doe: The Harder They Fall (TV-film)
- 2006 - Doubting Thomas
- 2006 - Out of Omaha
- 2011 – J. Edgar